# 후타바 단층

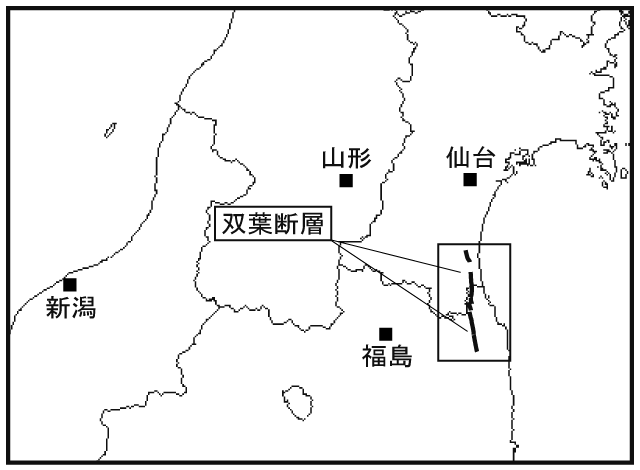
후타바 단층

후타바 단층(일본어: 双葉断層 ふたばだんそう[*])은 일본의 후쿠시마현 하라마치시에서 소마시를 거쳐 미야기현 와타리정까지 이어지는 연장 40km, 남-북 주향의 단층이다. 아부쿠마산(阿武隈山)과 아부쿠마 변성대, 아부쿠마 산지의 동쪽에 하타가와 단층대(Hatagawa Fault Zone)와 나란히 위치해 있다.

## 지진 발생 확률
후타바 단층은 2,400년전 마지막으로 활동한 것으로 보인다. 지진이 일어난다면 그 규모는 M6.8~7.5 정도로 추정되며 활동 주기는 8천~1만 2천년 정도이다.
30년 내 발생 확률은 거의 0%로 추정하고 있다.
| 구역        | 지진 종류  | 2022년 1월 1일 기준 | 2022년 1월 1일 기준 |
| 구역        | 지진 종류  | 규모(M)             | 30년 내 발생 확률   |
| 후타바 단층 | 직하형지진 | M6.8~7.5 정도       | 거의 0%             |

## 참고 문헌
- 후타바 단층 - 지진조사연구추진본부